# Tlogolele
Tlogolele is een bestuurslaag in het regentschap Boyolali van de provincie Midden-Java, Indonesië. Tlogolele telt 2407 inwoners (volkstelling 2010).